# Generaladjudant
En generaladjudant (af fransk adjudant fra latin adjutans: hjælpende) var tidligere en general, der var ansat som adjudant hos en fyrste. Tidligere var det i Danmark den general, der stod i spidsen for kongens adjudantstab, og som i enevældens tid havde en vigtig post i hærledelsen.